# Казакевич, Михаил Николаевич
Михаи́л Никола́евич Казаке́вич (род. 14 января 1976 года, Коряжма, Архангельская область, РСФСР, СССР) — российский хоккеист.

## Биография
Родился 14 января 1976 года в Коряжме Архангельской области.
Воспитанник архангельской хоккейной школы. Профессиональную карьеру начал в 1992 году в ярославских «Торпедо» (игравшем в Межнациональной хоккейной лиге) и «Торпедо-2» (открытое первенство России). В драфте НХЛ в 1994 году был выбран в 10-м раунде под общим 258-м номером командой «Питтсбург Пингвинз».
Уехав в Канаду, в сезоне 1995/1996 играл в Главной юниорской хоккейной лиге Квебека в клубах «Шавиниган Катарактс» и «Монктон Уайлдкэтс».
Вернувшись в Россию, сезон 1996/1997 разделил между энгельским «Химиком» и клубом «Липецк», а следующий сезон — между двумя «Кристаллами» — из Саратова и Электростали. В сезоне 1998/1999 был заявлен в СКА (Суперлига), но сыграв два матча, перешёл в другой петербургский клуб — «Спартак» (высшая лига). В дальнейшем в основном продолжил выступать в составе клубов этой лиги — заволжском «Моторе» (2001/2002), орском «Южном Урале» и кирово-чепецкой «Олимпии» (2002/2003), тверском ТХК (2003/2004), ижевской «Ижстали» и клубе «Белгород» (2004/2005). Исключением стала часть сезона 2004/2004, когда хоккеист выступал в составе клуба «Брест», игравшем в национальном чемпионате Белоруссии.
Тренер в СДЮСШОР «Локомотив» (Ярославль).